# Mohammed Saïd al-Sahaf

Al-Sahhaf kondigt in 1996 op televisie amnestie voor Koerden aan.

Mohammed Saïd al-Sahaf (Hilla, 30 juli 1937), bijgenaamd: Comical Ali naar analogie met "Chemical Ali" ook wel Baghdad Bob, is een voormalig Iraaks politicus. Hij was minister van Informatie in het regime van Saddam Hoessein. Hij werd bekend als spindoctor tijdens de Tweede Golfoorlog (2003).
Al-Sahaf begon zijn loopbaan als ambassadeur en volgde in 1992 Tariq Aziz op als minister van Buitenlandse Zaken. In april 2001 werd hij vervangen door Naji Sabri. Al-Sahaf werd nu minister van Informatie. Hij verscheen tijdens de Tweede Golfoorlog dagelijks op de televisie, waarbij hij de actuele situatie schetste van de strijd. Het beeld dat hij gaf week echter sterk af van het beeld dat het Pentagon schetste.
Toen journalisten in Bagdad verslag deden van Amerikaanse tanks die de stad binnenreden gaf Al-Sahaf op de televisie nog steeds te kennen dat de strijd voor het Iraakse regime voorspoedig verliep. Hierdoor werd hij een cultfiguur als archetype van de aperte leugenaar.
Na de val van Bagdad werd Al-Sahaf voor korte tijd gevangengenomen door het Amerikaanse leger, maar er werd geen reden gevonden om hem te vervolgen. Hij verhuisde vervolgens met zijn gezin naar de Verenigde Arabische Emiraten.